# Maurice Hochepied
Maurice Louis Hochepied (Lilla, 9 ottobre 1881 – Lilla, 22 marzo 1960) è stato un nuotatore e pallanuotista francese.

## Carriera
Partecipò alle gare di pallanuoto e di nuoto della II Olimpiade di Parigi del 1900 e vinse una medaglia di argento, nei 200 metri per squadre con i Tritons Lillois (con un punteggio totale di 51).
Prese parte, sempre con la squadra dei Tritons Lillois, al torneo olimpico di pallanuoto, venendo sconfitti al primo turno dal Osborne Swimming Club di Manchester per 12-0. Partecipò inoltre alla gara dei 200 metri stile libero, arrivando quinto in finale, nuotando in 2'53"0, a quella dei 1000 metri stile libero, classificandosi settimo in finale, fermando in cronometro a 16'53"4, e ai 200 metri ostacoli, arrivando settimo in finale, in 2'58"0.

## Palmarès
- Argento ai Giochi olimpici di Parigi 1900 nei 200m stile libero per squadre